# Municipio de Grand Blanc
El municipio de Grand Blanc (en inglés, Grand Blanc Twp; oficialmente, Grand Blanc Charter Township) es un municipio situado en el condado de Genesee, Míchigan, Estados Unidos. Tiene una población estimada, a mediados de 2023, de 39 878 habitantes.
Forma parte del área metropolitana de Flint.
La ciudad de Grand Blanc se formó a partir de una porción del territorio municipal.

## Geografía
Está ubicado en las coordenadas 42°54′53″N 83°38′1″O / 42.91472, -83.63361. Según la Oficina del Censo, tiene una superficie total de 85.6 km², de los cuales 84.7 km² corresponden a tierra firme y 0.9 km² están cubiertos de agua.

## Demografía
Según el censo de 2020, en ese momento había 39 846 personas residiendo en la zona. La densidad de población era de 470 hab./km². El 75.94% de los habitantes eran blancos, el 12.10% eran afroamericanos, el 0.29% eran amerindios, el 3.77% eran asiáticos, el 0.03% eran isleños del Pacífico, el 1.09% eran de otras razas y el 6.77% eran de una mezcla de razas. Del total de la población, el 4.10% eran hispanos o latinos de cualquier raza.